# Arangszattodzson
Az Arangszattodzson (hangul: 아랑사또전, RR: Arangsattojeon), angol címén Arang and the Magistrate, a dél-koreai MBC csatorna 2012-ben bemutatott történelmi fantasy televíziós sorozata, a főszerepben I Dzsungi (Lee Jun-gi)val, Sin Minával (Shin Min-ával) és Jon Udzsin (Yeon U-jin)nal. A történet Arang legendáját dolgozza fel, melyben egy fiatal lány szelleme kísért. A sorozatban a taoista, buddhista és a koreai mitológia egyéb lényei és istenségei bukkannak fel.

## Történet
Kim Uno (Kim Eun-oh) jangban (yangban) nemes, Csoszon egykori miniszterelnökének legkisebb fia, Mirjang (Miryang)ba érkezik, mert utoljára itt látták az édesanyját. Uno (Eun-oh) különleges képességekkel bír: látja a szellemeket, de nem hajlandó velük kommunikálni, mert állandóan zaklatják különféle kérésekkel. 
Arang szellemként kóborol három éve, nem emlékszik rá, ki volt életében és miért halt meg. Kétségbeesetten kutatja a múltját, a helyi magisztrátustól akar segítséget kérni, de amikor megjelenik nekik, azok rendre szívrohamot kapnak, így a falunak állandóan új magisztrátus után kell néznie, de már senki nem hajlandó jelentkezni a gyanús halálozások miatt. Arang rájön, hogy Uno (Eun-oh) látja őt, és segítséget kér tőle. A férfi először visszautasítja, ám meglátja a lánynál azt a hajtűt, amit ő adott az édesanyjának. Azt gondolja, ha segít a lánynak emlékezni a múltjára, megtudhatja, mi történt az édesanyjával, ezért belemegy, hogy segítsen Arangnak. Miután a falu hivatalnokai, a királyi rendelet nyomására, hogy sürgősen kerítsenek új magisztrátust, elrabolják és akarata ellenére megteszik magisztrátusnak, Uno (Eun-oh) új politikai hatalmát kihasználva elkezd nyomozni a lány halálának ügyében. Ez azonban nagyon nem tetszik a falu leggazdagabb nemesének, Cshö (Choi) nagyúrnak, akinek fia, Dzsuval (Joo-wal) korábban Arang jegyese volt.
A nyomozás során Uno (Eun-oh)nak és Arangnak szellemekkel, a halál angyalaival, a Jáde Császárral, azaz a Mennyek urával és egyéb természetfeletti lényekkel kell szembenéznie.

## Szereplők
- I Dzsungi (이준기, Lee Jun-gi): Kim Uno (Kim Eun-oh) magisztrátus
- Sin Mina (신민아, Shin Min-a): Arang/I Szorim (Lee Seo-rim)
- Jon Udzsin (연우진, Yeon U-jin): Cshö Dzsuval (Choi Joo-wal)
- Hvang Bora (황보라, Hwang Bo-ra): Pangul (Bang-wool), sámán
- Kvon Odzsung (권오중, Kwon O-jung): Tolszö (Dol-swe), Uno (Eun-oh) szolgálója
- Han Dzsongszu (한정수, Han Jeong-su): Mujong (Mu-young), szellemvadász
- Kang Munjong (강문영, Kang Moon-young): Szo (Seo) asszony, Uno (Eun-oh) anyja
- Kim Jonggon (김용건, Kim Yong-geon): Cshö (Choi) úr
- Ju Szungho (유승호, Yu Seung-ho): Jáde Császár, a Mennyek Ura
- Pak Csungju (박준규, Park Jun-gyu): Jomna (염라, Yeomna), az Alvilág istene
- Kim Kvanggju (김광규, Kim Kwang-gyu): hivatalnok
- I Szanghun (이상훈, Lee Sang-hun): hivatalnok
- Min Szonguk (민성욱, Min Seong-uk): hivatalnok

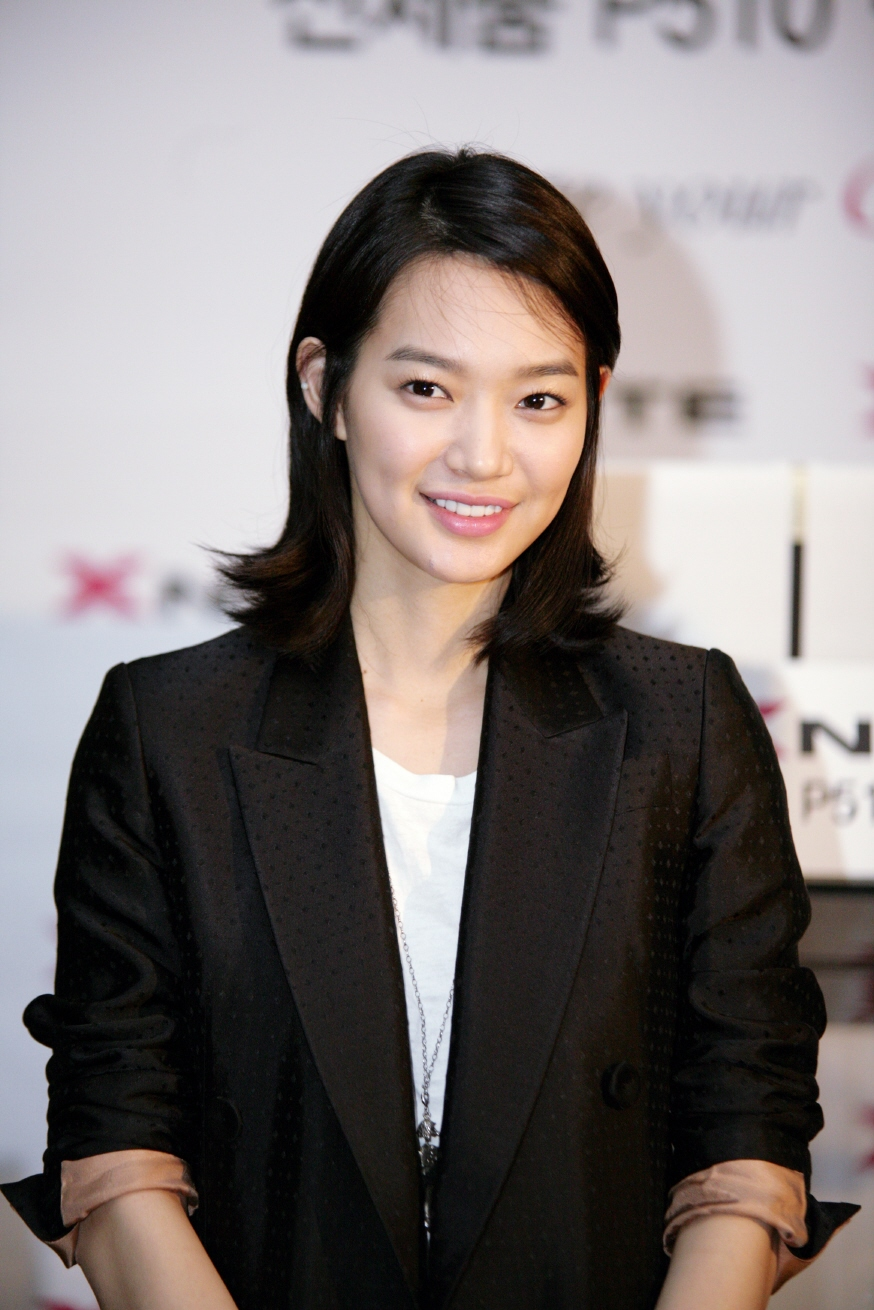
Sin Mina (Shin Min-a)
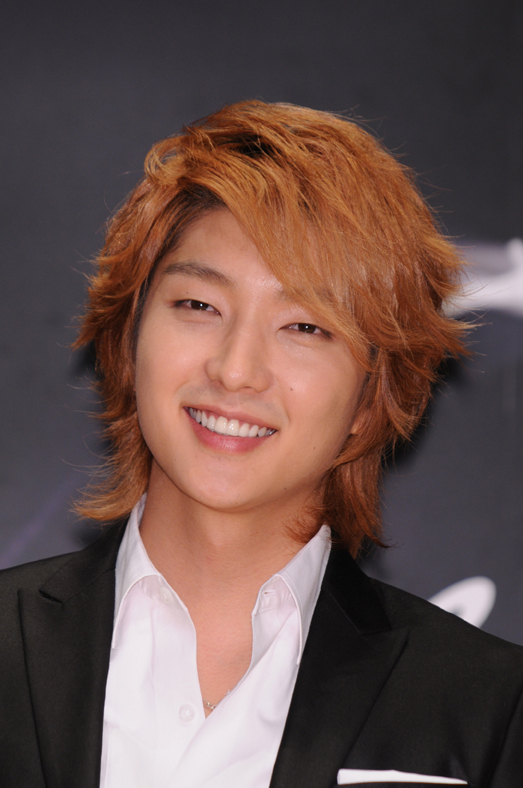
I Dzsungi (Lee Jun-gi)
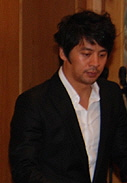
Kvon Odzsung (Kwon O-jung)

## Háttér és forgatás
Ez volt I Dzsungi (Lee Jun-gi) visszatérő sorozata, miután leszerelt a hadseregből. A sorozatot az MBC Dramiában forgatták Kjonggi (Gyeonggi) tartományban.
A bemutató előtt az MBC How to Enjoy Arang and the Magistrate 100 Times More címmel 2012. augusztus 8-án különkiadást vetített, melyben a forgatásról közöltek részleteket és kifejtették a szereplők közötti kapcsolatokat.
A sorozatot rekordösszegért adták el Japánnak, epizódonként 200 millió dél-koreai vonért, ami felülmúlta az MBC korábbi rekordját tartó Moon Embracing the Sunt.

## Díjak és elismerések
- 2012 20. Korean Culture and Entertainment Awards: Legjobb mellékszereplő – Kvon Odzsung (Kwon O-jung)
- 2012 MBC Drama Awards: Legjobb páros – I Dzsungi (Lee Jun-gi) és Sin Mina (Shin Min-a)[10]
- 2013 Seoul International Drama Awards: Legjobb koreai sorozatszínész – I Dzsungi (Lee Jun-gi)[11]
- 2013 Seoul International Drama Awards: Legjobb koreai sorozat[11]